# Kerach 9
Kerach 9 (hebr. ‏קרח 9‎ (lub ‏קרח תשע‎), lód-9; wymowa: kerakh tejsza) – izraelski zespół muzyczny grający szeroko rozumianą britpop. W skład zespołu wchodzą Noam Rotem, Roy Hadas, Ohad Koski, Uri Meiselman. Zespół działał w latach 1993–2000, reaktywował działalność w 2013.

## Historia
Kerach 9 został założony w 1993 roku w Kfar Saba, w Izraelu przez (wówczas 19-letnich) 4 przyjaciół.
Nazwa zespołu pochodzi z powieści Kurta Vonneguta „Kocia kołyska”, gdzie lód-9 (hebr. Kerach 9) to tajemnicza substancja w formie kryształu, który po zetknięciu z wodą zamienia ją w ciało stałe.
W 1995 roku zespół nagrał pierwsze nagrania robocze pod kierunkiem Shaia Lahava (z „Mofa Ha'arnavot Shel Dr. Kasper”) w roli producenta, oraz występował jako support przed koncertami zespołu „Monica Sex”. Repertuarem zespołu były głównie covery, w tym „I, Simon and little Moïse” Yossiego Banaia.
W 1996 roku zespół podpisał umowę z wytwórnią NMC Music i rok później (1997) wydał swój debiutancki album The Beginning of The Right Life (hebr. תחילתם של החיים הנכונים, „Tkhilatam Shel HaKhaim HaNekonim”), którego producentami byli Mosze Lewi i Asaf Talmudi.
Po rozwiązaniu zespołu w 2000 roku Noam Rotem rozpoczął karierę solową, natomiast pozostali członkowie: Ohad Koski i Roy Hadas wraz z Urim Meiselmanem grali pod nazwą Koskim (liczba mnoga od Koski). W tym czasie N. Rotem nagrał m.in. hebrajską wersję piosenki Jacka Kaczmarskiego „Nasza klasa” (2009) a Koskim album „Abramek” z muzyczną adaptacją, tłumaczonych przez Irit Amiel, poezji Abramka Koplowicza – żydowskiego chłopca, który zginął w 1944 roku w Auschwitz.
W 2013 roku zespół reaktywował się i rozpoczął wspólne koncerty. Izraelskie koncerty cieszyły się dużą popularnością.

### Trasa zagraniczna
W 2014 roku zespół odbył swoją pierwszą zagraniczną trasę koncertową: do Polski. Koncerty odbędą się w Warszawie, Łodzi (koncert pamięci Abramka Koplowicza), Zduńskiej Woli (Festiwal Trzech Kultur 3K), Oświęcimiu (Life Festiwal Oświęcim, jako support przed Erikiem Claptonem) oraz w Krakowie (Festiwal Kultury Żydowskiej). Trasa koncertowa poświęcona jest pamięci Abramka Koplowicza w 70. rocznicę jego śmierci.

### Film
Sztandarowa piosenka Kerach 9: "איתו לנצח", (wymowa: "Itto LaNetzakh", pl: "Na zawsze z nim") została włączona do izraelskiego serialu "שושנה חלוץ מרכזי" (ang. "Kicking Out Shoshana") jako piosenka z czołówki.

## Skład zespołu

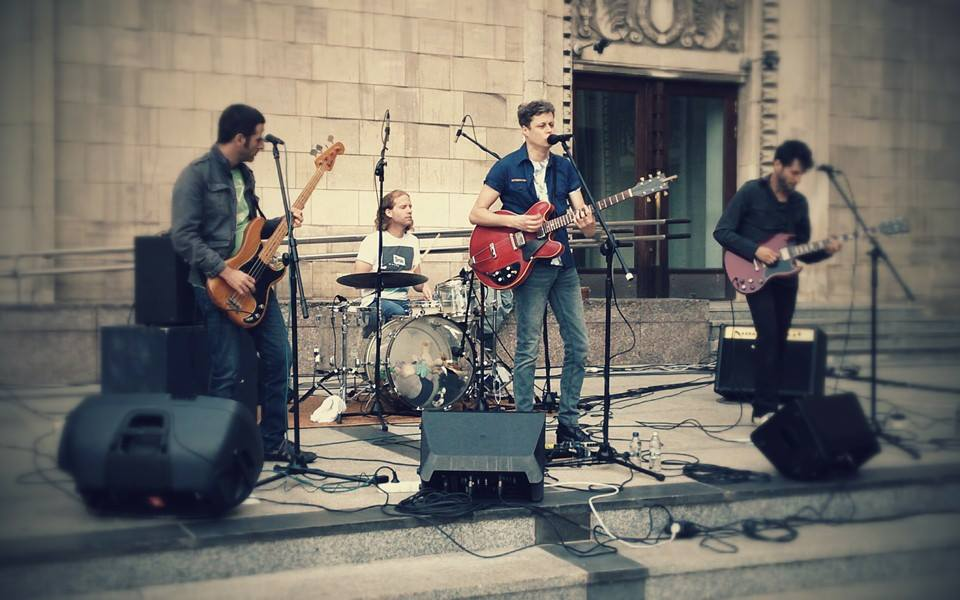
od lewej: Roy Hadas, Uri Meiselman, Noam Rotem oraz Ohad Koski
podczas koncertu w Warszawie w czerwcu 2014.

- Noam Rotem (נעם רותם): śpiew i gitara;
- Roy Hadas (רועי הדס): gitara basowa i śpiew;
- Ohad Koski (אוהד קוסקי): gitara i śpiew;
- Uri Meiselman (אורי מייזלמן): perkusja.

Realizacja dźwięku i produkcja: Mosze Lewi oraz Asaf Talmudi.

## Dyskografia
- 1996 - The Beginning of The Right Life (hebr.: תחילתם של החיים הנכונים, "Tkhilatam Szel HaKhaim HaNekonim")
- 1999 - Kerach 9
- 2000 - Assaf Amdursky

### Projekt „Marzenie Abramka”
Zespół Kerach 9 skomponował muzykę do wiersza „Marzenie” Abramka Koplowicza i nagrał na swojej płycie. Podczas swojej pierwszej trasy koncertowej po Polsce część koncertów (specjalny koncert w Łodzi, oraz koncert w Oświęcimiu podczas Life Music Festival) poświęcają pamięci Abramka, który z Łodzi został wywieziony do Auschwitz, gdzie został zamordowany. Trasa Kerach 9 odbywa się w 70. rocznicę śmierci Abramka.